# ヴュルテンベルクとバーデンの国境条約
パリ国境条約（パリこっきょうじょうやく、ドイツ語: Grentvertrag von Paris）は、1810年10月2日に締結された、バーデン大公国とヴュルテンベルク王国の条約。条約により、ヴュルテンベルク領のホルンベルク・プロテスタント教区にバーデン領のサンクト・ゲオルゲン・イム・シュヴァルツヴァルト、シルタッハ、ホルンベルク、グータッハ、ライヒェンバッハなども含まれるようになった。